# ANGPTL7
La proteína 7 relacionada con la angiopoyetina es una proteína que en humanos está codificada por el gen ANGPTL7.   
Es una de las 8 proteínas similares a la angiopoyetina. 
Variantes raras que alteran las proteínas en ANGPTL7, incluida p.Gln175His (frecuencia de alelo menor de 0,007 en la población europea no finlandesa) y p.R220C (frecuencia de alelo menor de 0,048 en Finlandia), reducen la presión intraocular y protegen contra el glaucoma. 

## Otras lecturas
- Shau H, Butterfield LH, Chiu R, Kim A (1994). «Cloning and sequence analysis of candidate human natural killer-enhancing factor genes.». Immunogenetics 40 (2): 129-34. PMID 8026862. S2CID 7778993. doi:10.1007/BF00188176.
- Lim YS, Cha MK, Kim HK, Kim IH (1994). «The thiol-specific antioxidant protein from human brain: gene cloning and analysis of conserved cysteine regions.». Gene 140 (2): 279-84. PMID 8144038. doi:10.1016/0378-1119(94)90558-4.
- Stover C, Endo Y, Takahashi M (2001). «The human gene for mannan-binding lectin-associated serine protease-2 (MASP-2), the effector component of the lectin route of complement activation, is part of a tightly linked gene cluster on chromosome 1p36.2-3.». Genes Immun. 2 (3): 119-27. PMID 11426320. S2CID 23496123. doi:10.1038/sj.gene.6363745.
- Zhang Z, Henzel WJ (2005). «Signal peptide prediction based on analysis of experimentally verified cleavage sites.». Protein Sci. 13 (10): 2819-24. PMC 2286551. PMID 15340161. doi:10.1110/ps.04682504.
- Rual JF, Venkatesan K, Hao T (2005). «Towards a proteome-scale map of the human protein-protein interaction network.». Nature 437 (7062): 1173-8. Bibcode:2005Natur.437.1173R. PMID 16189514. S2CID 4427026. doi:10.1038/nature04209.

- Datos: Q18035133